# Pita d'Elliot
La pita d'Elliot (Hydrornis elliotii) és una espècie d'ocell de la família dels pítids (Pittidae) que habita els boscos de les terres baixes d'Indoxina.